# IELTS

IELTS(International English Language Testing System)는 영국문화원(The British Council), 케임브리지 대학교(UCLES; University of Cambridge Local Examinations Syndicate), 호주 IDP 에듀케이션(International Development Program of Australian University and College)에 의해 공동 개발, 관리, 운영되는 영국식 영어 능력 시험이다.
비 영어권 국가 출신자들에 대한 영어 능력 평가를 담당하고 있다. 미국 ETS에서 시행하는 토플과 매우 유사한 시험이다. 대학 진학이나 이민 수속용으로 흔히 사용된다. 호주, 뉴질랜드 등의 영국연방국가는 물론, 미국 등 비 영연방국가에서도 일부 채택하고 있다. 현재 영국과 미국내에서, 아이엘츠를 입학 전형 요소로 공식 인정하고 있는 대학은 2000개 이상이다. 현재 전세계에서 매년 220만 명이 응시하고 있다.

## IELTS의 특징
- IELTS 시험은 영어의 듣기, 읽기, 쓰기, 말하기 능력을 다룬다. 치르는 순서도 듣기, 읽기, 쓰기, 말하기 순이다.
- 아이엘츠 시험은 아카데믹 모듈(Academic Module)과 제너럴 모듈 (General Training Module)로 구분된다.
- 아카데믹 모듈은 정규 학교 유학용으로 적합하다.
- 제너럴 모듈은 실용 영어 중심으로 출제되며, 영어권 국가 연수 및 이민의 목적에 적합하다.
- 토익 등과는 달리 사지선다형 문제가 거의 출제되지 않으며, 문제에 대한 답안 작성도 OMR마킹이 아니고 수기로 한다.
- 언어의 편견을 최대한 줄이기 위해 다양한 억양과 글쓰기 방식이 시험지에 제시된다.
- 점수대역(Band score)은 각 언어 실력(듣기, 읽기, 쓰기, 말하기)에 쓰인다. 이러한 점수 척도는 대역1 비사용자(Non User)부터 대역9 전문적인 사용자(Expert User)까지이다.
- 일부 국가에서는 컴퓨터를 이용한 시험(PC-Based)을 치를 수도 있다.
- 영국에서 만든 시험이지만, 영국식 영어와 미국식 영어 모두 정답으로 인정된다.
- 수험자가 얻을 수 있는 점수는 각 영역별로 1~9까지이다. 듣기/읽기/말하기/쓰기 영역 모두 0.5점 단위로 채점 되며, 평균 또한 동일 적용된다.

## 시험 구성
- Listening: 4개 섹션, 40문항, 소요 시간 30분
- Reading: 3개 섹션, 40문항, 소요 시간 60분
- Writing: 2개 과제(150~250 단어), 소요 시간 60분
- Speaking: 약 11~14분

아카데믹 모듈, 제너럴 모듈의 시험 구성은 동일하다.
스피킹 시험은 기계가 아닌, 실제 원어민과 1대1 대화 형식으로 이루어진다. 그것은 세 부분(파트 1 - 소개, 파트 2 - 큐 카드 파트 3 - 토론)으로 실행된다. 스피킹 시험의 내용은 모두 녹음된다.

## 점수 구분
IELTS는 9 개의 점수대역 척도로 점수를 구분한다. 각 대역은 다른 영어 자격 시험과 일치한다. 점수대역은 온전한 대역이 될 수도 있고 절반의 대역이 될 수도 있다. 9개의 대역은 다음과 구성되어 있다.
- 대역 9 (Band 9) 전문적인 사용자 (Expert User): 영어를 이해하는 데 있어서 적절하고 정확하고 유창하다.
- 대역 8 (Band 8) 매우 능숙한 사용자 (Very Good User): 약간의 체계적이지 않은, 부정확성과 부적절성이 있지만 영어를 잘 이해하고 있다. 복잡하고 자세한 논증 또한 다룰 수 있다. 친숙하지 못한 상황에서 가끔 잘못된 이해를 할 수 있다.
- 대역 7 (Band 7) 능숙한 사용자 (Good User): 가끔 부정확성, 적절하지 못함, 오해가 일부 상황에 있긴 하지만 영어를 효과적으로 사용한다. 일반적으로 복잡한 언어도 다루며 세세한 이치를 이해한다.
- 대역 6 (Band 6) 적절한 사용자 (Competent User): 적절하다.
- 대역 5 (Band 5) 보통 사용자 (Modest User): 많은 실수를 일으킬 수는 있지만 대부분의 상황에서 전반적인 뜻을 다룰 수 있으며 부분적인 영어 명령을 가진다. 기본적인 의사 소통을 한 분야에서 다룰 줄 알아야 한다.
- 대역 4 (Band 4) 제한적인 사용자 (Limited User): 기본적인 능력이 친숙한 상황에서 제한되어 있다. 복잡한 언어의 사용에 잦은 문제가 있다.
- 대역 3 (Band 3) 극히 제한적인 사용자 (Extremely Limited User): 친숙한 상황에서 일반적인 뜻만 전달하고 이해한다. 의사 소통에서 가끔 막힌다.
- 대역 2 (Band 2) 간헐적인 사용자 (Intermittent User): 친숙한 상황에서 분리된 낱말이나 짧은 공식을 사용하는 가장 기본적인 정보를 제외하고는 실제적인 의사 소통이 가능하지 않다. 영어로 쓰여진 문장을 읽을 때나 영어를 들을 때, 이해하는 데 엄청난 어려움이 따른다.
- 대역 1 (Band 1) 비사용자 (Non User): 분리된 몇 개의 낱말을 구분해 내는 언어 활용 능력이 없다.
- 대역 0 (Band 0) 미응시자 (Did not attempt): 평가 정보가 제공되지 않았거나 시험을 치른적이 없음

## 같이 보기
- TOEIC
- TOEFL
- TEPS
- G-TELP
- FLEX
- OPIc
- TESL
- TOSEL